# 女郎花 (能)
『女郎花』（おみなめし）は、能楽作品のひとつ。一時の情欲をむさぼり恋慕に沈んだ男女の地獄の有様を謡う夢幻能。

## あらすじ
九州松浦潟に住む僧が都を見ようと思い立ち、筑紫潟を通り、ついに京都の山崎まで至る。ここで故郷の宇佐八幡宮と御一体という石清水八幡宮へ参詣しようと男山へ向かえば、野辺には女郎花の花が咲き乱れていた。僧は女郎花の花を一本、土産に手折ろうとすると花守なる老人が現れ、これを制止する。僧と老人は花を折ることの是非について、互いに古歌を引き合い論じ合うが、やがて僧は諦める。すると老人は僧を認め、八幡宮へ案内することとなる。その様子の数々として、男山の麓に連なる家々や放生川の魚、御旅所への参拝が謡われる。続いて、三つの袂に影うつるしるしの箱を納めた神宮寺、巌松そびえ山そびえ谷めぐり諸木の枝を連ねる有様や、本殿参拝については朱（あけ）の玉垣、みとしろ（神前の御戸帳）の様子などが謡われる。参拝が済む頃にはすでに夕暮れとなり、その別れ際、僧は女郎花と男山の関係について質問する。老人は山の麓の男塚と女塚まで僧を案内し、男塚が小野頼風の、女塚は都の女の墓であると説明する。しかし今は誰も弔う人が居ないと嘆き、夢の如く老人は消えてしまう。
その夜、僧が同じ場所で読経すると、頼風夫婦の亡霊が現れる。女は、自分が都の者で、かつて頼風と契りをこめたと言えば、男は、どうして少しの契りに罪があろうか、暫く離れていたことを真に受けるのか、とこたえる。すると女は、深い恨みの心から放生川に身を投げた顛末を語る。これを聞きつけた男が泣く泣く女を葬ったところ、塚より一本の女郎花が咲いた。男は妻が女郎花になったと思い、花の色になつかしさを感じ、花へ立ち寄った。しかし花は退き、また男が立ち退けば、花はもとにもどるのであった。この様子を紀貫之は「男山の昔を思って、女郎花の一時をくねる」と書き、後世まで懐かしまれるようになったのだという。
さて頼風は女を哀れみ、これもひとえに自分の咎であるから同じ道にゆこうとつぶやき、同じく放生川に身を投げ、共に葬られることとなった。「女塚に対して男山ともいう、その塚はこれであり、その主は自分であり、幻ながら来たのである、どうかあとを弔ってください」と頼風の亡霊は僧に願うのであった。そのころ頼風と女は地獄で邪淫の悪鬼に責められていた。頼風が剣の山の上に恋しい人をみつけ、喜んで行きのぼれば剣は頼風を貫き、磐石が骨を砕く。いったいどんな罪のなれの果てだろう。一時の情欲をむさぼり、恋慕に沈んだことも今思えばつまらぬことであったと頼風は、罪を浮かべてくださいと僧に祈り続けるのであった。

## 登場人物
- 前シテ - 老人
- 後シテ - 小野頼風
- ツレ - 小野頼風の妻
- ワキ - 九州の僧

## 作者・典拠
この能は紀貫之のかな序の注釈書である『古今和歌集序聞書』（三流抄）に記された女郎花の説話を典拠とする。かな序に於いては「男山の昔を思ひ出でて、女郎花のひとときをくねるにも、歌をいひてぞなぐさめける。」とあり、本来的には「男山」も「女郎花」も掛詞であり、それぞれの単語自体が特別な意味を与えるものではなく、引用が想定される古今集の歌の意味を添えて解釈すれば、これは単に「男が男盛りの頃を思い出したり、女が女盛りの頃を懐かしみ、今ある自分を嘆いては和歌を詠んで慰める」と意訳される一文に過ぎない。しかし三流抄ではこれを文字通りに解釈し、謡曲に書かれるとおりの説話が創作されたとされる。
現行曲の作者は不明であるが、これとは別に田楽の喜阿弥（亀阿弥）作の女郎花が存在したことは世阿弥により記されており（申楽談儀、五音）、内容の類似性から現曲が古曲の改作であろうかと伊藤正義に指摘されている。その古曲には、これと内容を全く異にする作品ではあるが女良花という古能と類似の文句が存在し、さらにその女良花には、和漢朗詠集私注の女郎花の詩に注された中国の漢詩を踏まえるところがみとめられ、これらが現曲に至る関連については詳らかではないにせよ、辞句の類似は全くの偶然とは思われないことが、同じく伊藤正義により指摘されている。
一方で、ワキの僧が九州松浦潟より筑紫潟へ赴く記述等より、説話の舞台が石清水八幡宮ではなく九州にある別の八幡宮とする説もあり、舞台となる八幡宮の比定は難しいものの、謡曲弓八幡との関連と地理的な考察から、高良大社と関係すると考えられている。

## その他
- 男塚は京都府八幡市八幡町内の和菓子店の裏にあり、女塚は京都府八幡市八幡女郎花７９の松花堂庭園内にあるとされる。しかしこれら２地点は1.5kmも離れており、能の中で『これなるは男塚。又此方なるは女塚。』と謡われるには、いささか遠すぎる。

- 頼風と女は結末で成仏していると解説されることもあるが、能においては最後まで僧に助けを求めるばかりで成仏したとは一言も書かれていない。同様に成仏しないまま結末を迎える能は善知鳥が知られる。